# مسجد القبة

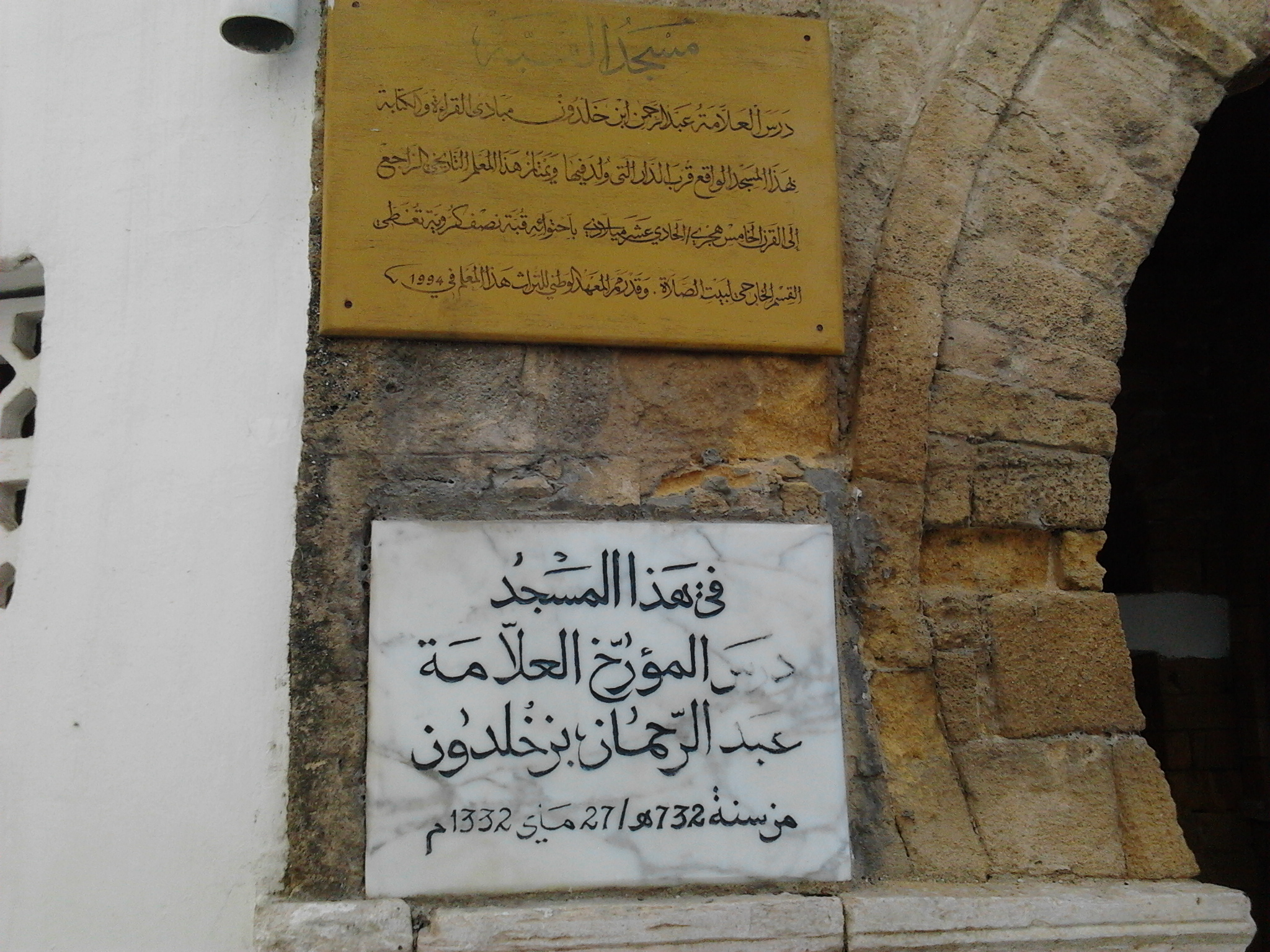
لوحتين تذكاريتين خارج المسجد.

مسجد القبة هو مسجد تونسي صغير يقع في 41 نهج تربة الباي في مدينة تونس العتيقة في تونس العاصمة، شيد في القرن الحادي عشر.

## التاريخ
حسب اللوحة التذكارية الموجودة خارج المسجد، فإن هذا الأخير شيد في القرن الحادي عشر. المسجد مشهور بسبب كونه مكان دراسة العلامة ابن خلدون.

المسجد هو معلم أثري مصنف منذ 26 نوفمبر 1928.

## الوصف
باب الدخول تعلوه قبة نصف كروية مخرمة. بنيت القبة على طبل سداسية من نوع قباب الجنائز للقرنين العاشر والحادي عشر (فترة بنو خراسان). هذه المجموعة هي ربما أقدم من قاعة الصلاة. قاعة الصلاة من الداخل تتكون من ثلاثة أصحن وخليجين اثنين، يقسمهما عمودين اثنين ذوي تيجان كورنثية معادة الاستخدام. تنطلق من هذين العمودين أربعة أقبية ذات حواف.

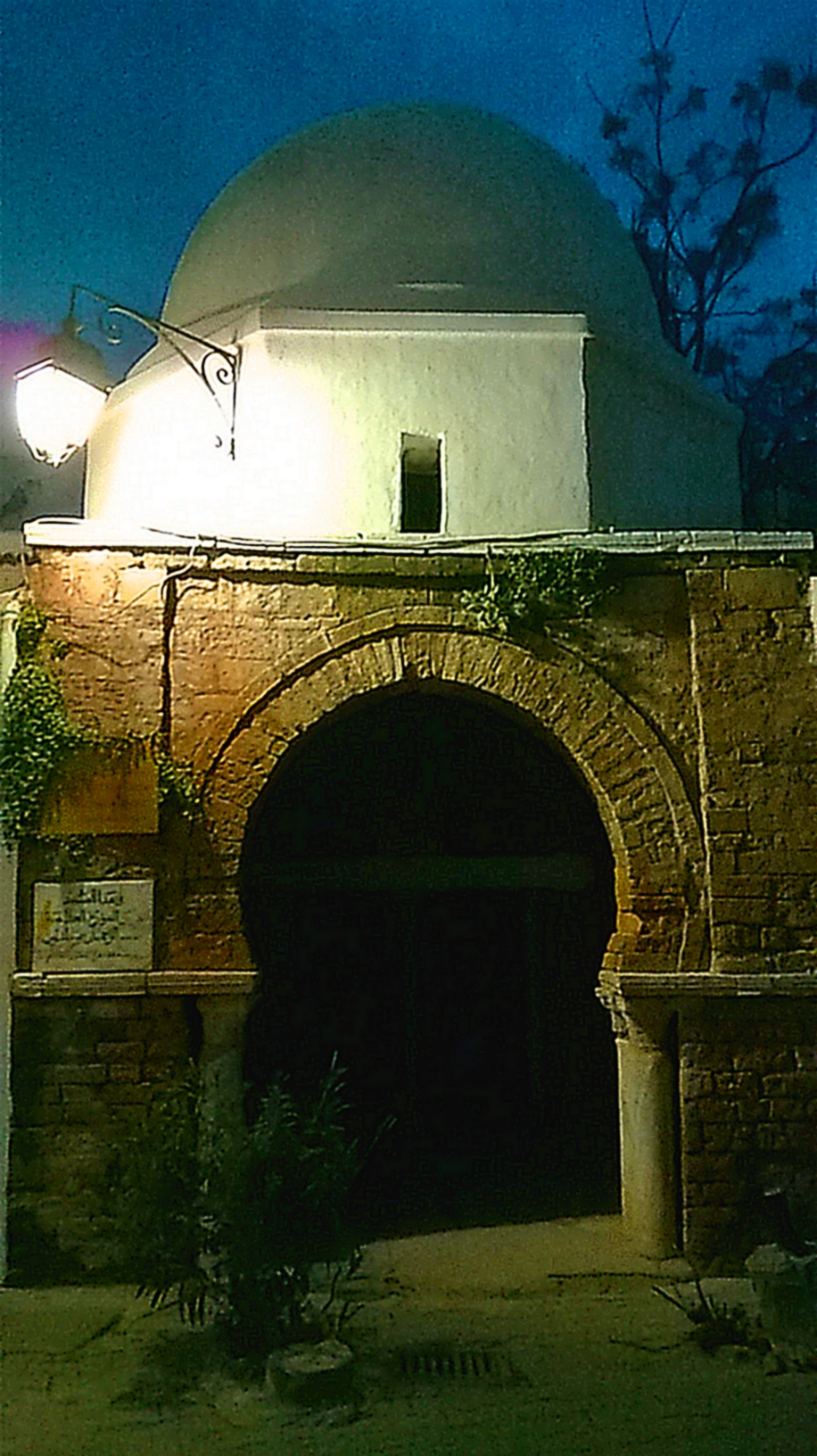
المسجد في الليل

## مقالات ذات صلة
- مساجد مدينة تونس